# Теория Ландау
Теория Ландау фазовых переходов — общая теория, основанная на представлении о связи фазового перехода 2-го рода с изменением симметрии физической системы. Построена Л. Д. Ландау в 1937 году.

## Основная идея
Ландау предположил, что свободная энергия любой системы должна удовлетворять двум условиям: быть аналитической функцией и соответствовать симметрии гамильтониана. Тогда в окрестности критической температуры {\displaystyle T_{c}} термодинамический потенциал Гиббса можно разложить по степеням параметра порядка {\displaystyle \eta } (намагниченности, поляризации) следующим образом:
{\displaystyle \Phi (P,T,\eta )=\Phi _{0}(P,T)+a\eta ^{2}+b\eta ^{3}+c\eta ^{4}+...-\eta hV}
где {\displaystyle a}, {\displaystyle b}, {\displaystyle c} — коэффициенты разложения, в общем виде зависящие от температуры {\displaystyle T} и давления {\displaystyle P}, {\displaystyle h} — напряжённость соответствующего внешнего (магнитного, электрического) поля, {\displaystyle V} — объём. Обычно предполагается, что коэффициенты {\displaystyle b}, {\displaystyle c} не зависят от температуры, а температурная зависимость коэффициента {\displaystyle a} имеет следующий вид: {\displaystyle a=a_{0}(T-T_{c})}. В записанной выше формуле параметр порядка считается скалярным (однокомпонентным), но часто его приходится рассматривать как векторную величину и разложение становится намного более громоздким.

## Обсуждение
В своей теории Ландау впервые вводит понятие параметра порядка. Симметрия задачи позволяет существенно упростить разложение термодинамического потенциала по степеням параметра порядка. Так, в кристаллах с центром инверсии гамильтониан задачи не зависит от знака параметра порядка (изменение значения намагниченности или поляризации не влияет на его величину), и поэтому все слагаемые с нечётными степенями {\displaystyle \eta } в разложении исчезают.
Теория Ландау оказалась чрезвычайно полезной. Хотя значения коэффициентов {\displaystyle r} и {\displaystyle s} остаются неизвестными (их можно определить только из сравнения с экспериментом), тем не менее критические индексы в этой теории могут быть легко вычислены. Так, равновесное значение параметра порядка равно нулю выше критической температуры {\displaystyle T_{c}} и соответствует следующему закону ниже {\displaystyle T_{c}}:
{\displaystyle \eta =\pm {\sqrt {\frac {-2r_{0}|T-T_{c}|}{u}}},}
а восприимчивость (магнитная, диэлектрическая проницаемость) как выше, так и ниже {\displaystyle T_{c}} следует закону Кюри-Вейсса:
{\displaystyle \chi \sim {\frac {1}{|T-T_{c}|}}.}